# Zlokućane (Klina)
Pour l’article homonyme, voir Zlokućane.
Zllakuqan en albanais et Zlokućane en serbe latin (en serbe cyrillique : Злокућане) est une localité du Kosovo située dans la commune/municipalité de Klinë/Klina et dans le district de Pejë/Peć. Selon le recensement kosovar de 2011, elle compte 660 habitants, dont une majorité d'Albanais.

## Démographie

### Évolution historique de la population dans la localité
| 1948 | 1953 | 1961 | 1971 | 1981  | 1991  | 2011 |
| ---- | ---- | ---- | ---- | ----- | ----- | ---- |
| 518  | 570  | 685  | 855  | 1 031 | 1 151 | 660  |

|  |